# Городилово (Молодечненский район)
Городи́лово (бел. Гарадзі́лава) — деревня в Молодечненском районе Минской области Беларуси. Входит в состав Городиловского сельсовета. 
До 2008 года центр Городиловского сельсовета.

## География
За 25 км на юго-востоке от города и ж/д станции Молодечно, 103 км от Минска.

## История торфоразработок около Городилово
Фактически с Городилово соединено Березинское (ныне агрогородок, а ранее — поселок городского типа), появившийся в 1950-х в результате производства торфоразработок в пойме реки Березина. Эти разработки велись на территории от деревни Полочаны до деревень Литва, Березинское, Дубина Юрздицкая. Торфобрикетный завод был построен в районе застенка в 2 км от Литвы. Этот застенок принадлежал Литве или Городилово.
Торфоразработки просуществовали до 1980 года. Перегрузка торфобрикета осуществлялась в деревне Литва. Был построен пункт перегрузки на окраине деревни Литва. От завода до пункта перегрузки проложена была узкоколейка. В Литве была узкоколейная станция. На путях её стояли вагоны с брикетом, ждавшие перегрузки в вагоны однопутной ширококолейки на станцию Полочаны. Жители Литвы часто воровали брикет из вагонов, которые стояли в ожидании перегрузки. Воровали по причине отсутствия денег на брикет, который населению не выписывали. Торф (торфокрошку) добывали в болоте специальными машинами. По всему болоту были проложены узкоколейные пути. Раньше, при панщине, каждая семья Литвы имела кроме надела земли ещё и надел болота, где люди косили сено и добывали торф для собственных нужд. Практика выделения наделов болота была прекращена в 1955—1958 годах. Все болотные наделы были изъяты властью из личного пользования местного населения. Это было ещё одной причиной, по которой люди воровали брикет прямо из вагонов.
Торфоразработки продолжались до полной выработки торфяного слоя. Сейчас места торфоразработок осваиваются сельскохозяйственными организациями.

## Достопримечательности
- Озёра-ямы на местах бывших торфоразработок
- Церковь Св. Иосифа (1886)

## Галерея

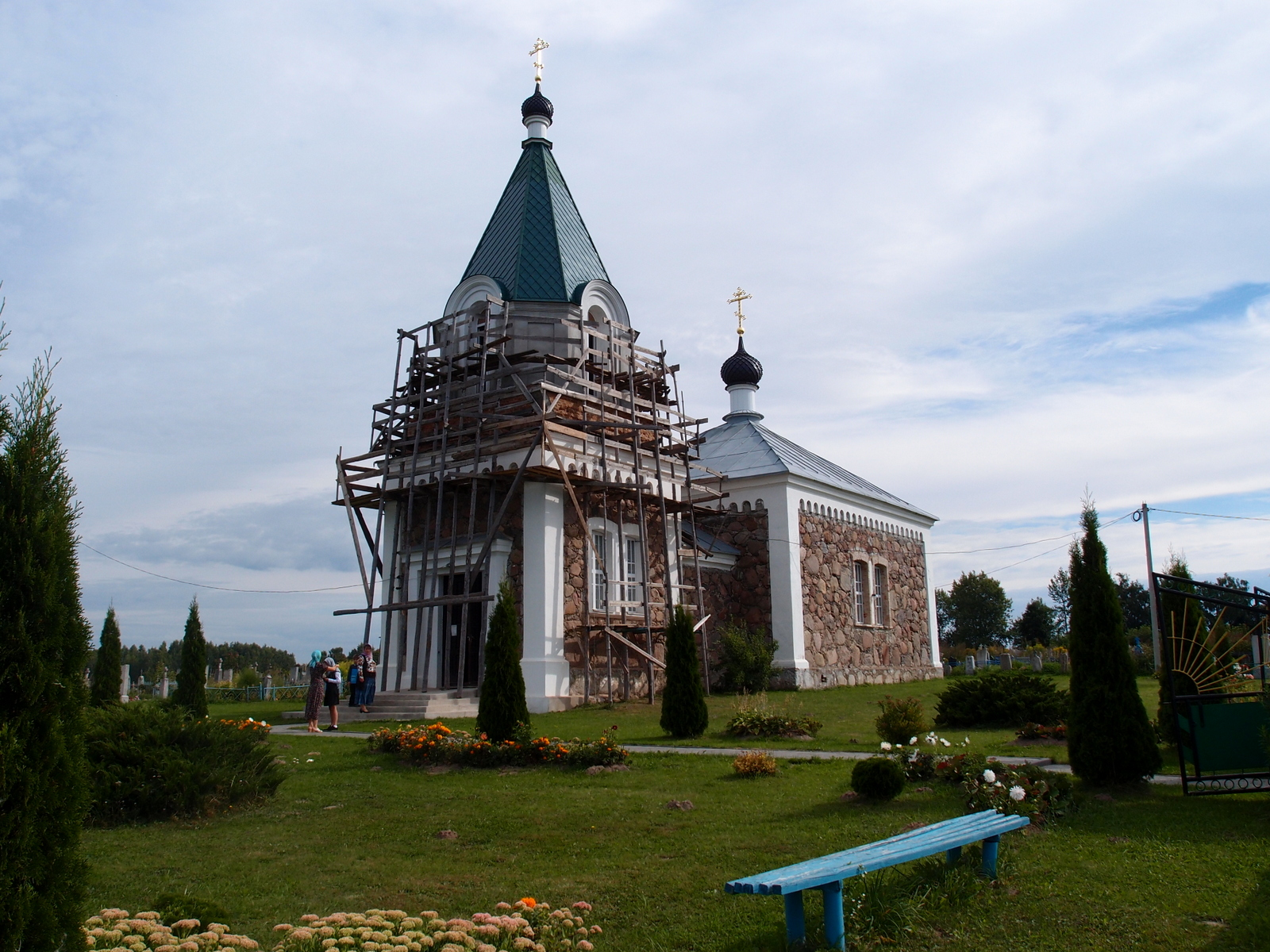
Свято-Иосифовская церковь
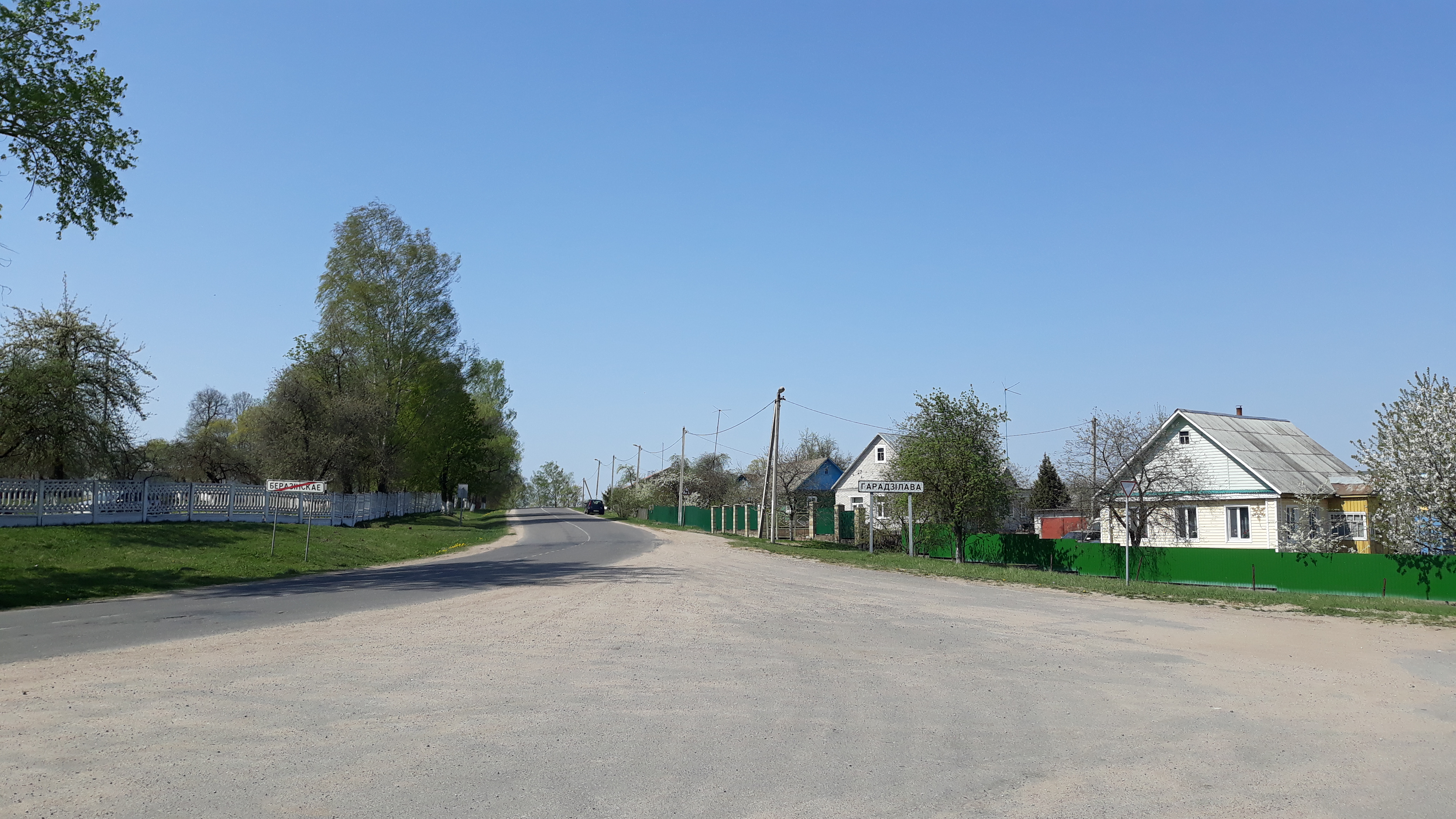
Панорама
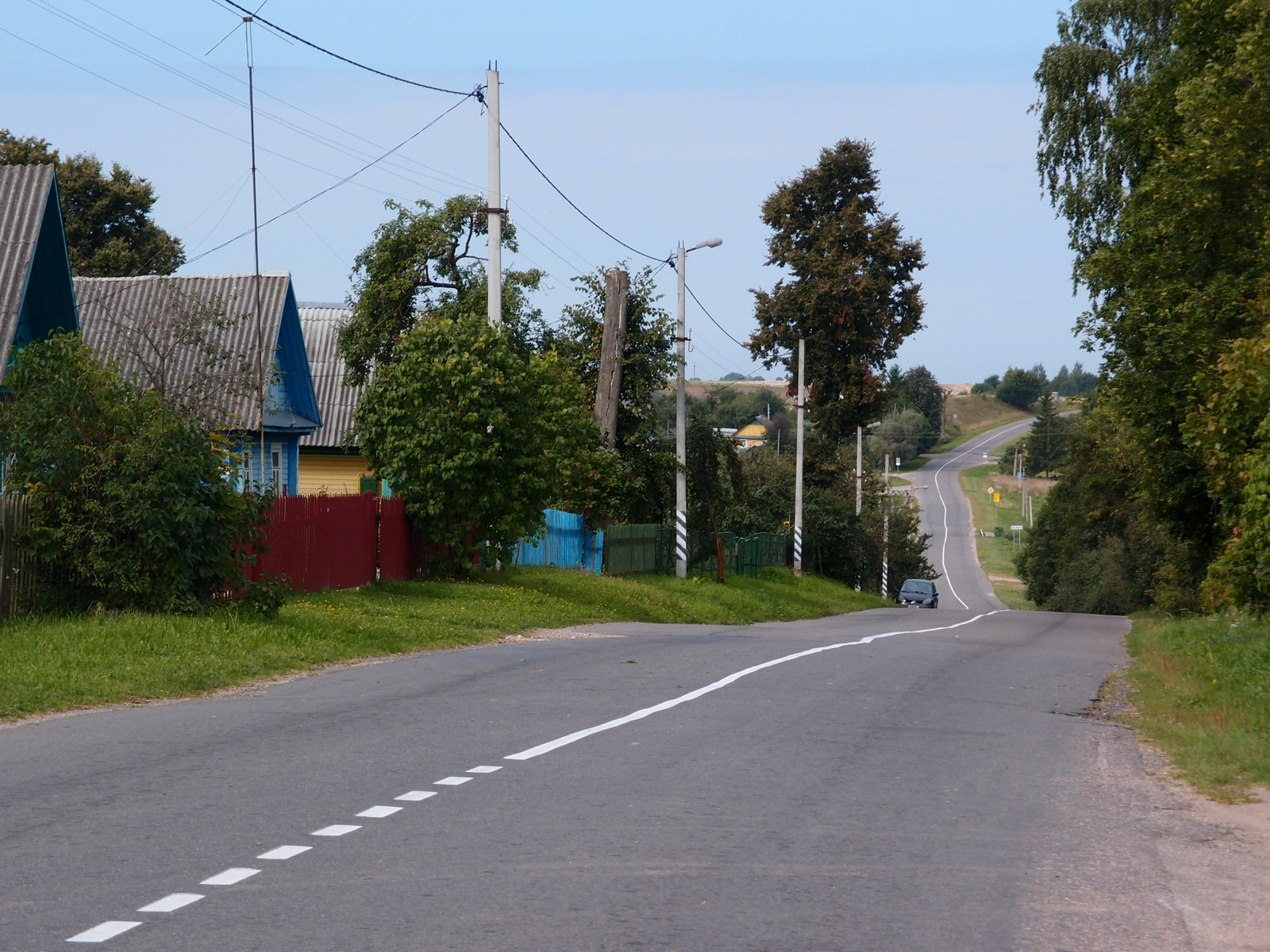
Панорама